# Providence Reds
I Providence Reds sono stati una squadra di hockey su ghiaccio dell'American Hockey League con sede nella città di Providence, nello Stato di Rhode Island. Nacquero nel 1926 nell'allora Canadian-American Hockey League e si sciolsero mezzo secolo dopo nel 1977, dopo aver conquistato nel corso degli anni quattro Calder Cup.

## Storia
La franchigia dei Reds militò nella Canadian-American Hockey League (CAHL) fra il 1926 ed il 1936, per poi confluire quell'anno nella neonata American Hockey League. I Reds giocarono fino al 1977, incusa l'ultima stagione nella quale cambiarono il proprio nome in Rhode Island Reds. La squadra vinse la Calder Cup nel 1938, nel 1940, nel 1949 e nel 1956. I Reds giocarono fino al 1972 presso il Rhode Island Auditorium, nel centro della città di Providence, fino a quando sotto la gestione della franchigia NHL dei New York Rangers si trasferirono in un nuovo impianto, il Providence Civic Center. Il nome della squadra fu scelto in onora della razza di polli Rhode Island, nota in inglese proprio come "Rhode Island Red". Nel corso della loro storia conquistarono quattro Calder Cup, oltre a 13 titoli divisionali e 9 titoli al termine della stagione regolare.
Quando la North American Hockey League si sciolse nel 1977, i Broome Dusters acquistarono la franchigia dei Reds e la trasferirono a Binghamton, nello Stato di New York, dove nel corso delle stagioni assunsero i nomi di Binghamton Dusters, Binghamton Whalers e Binghamton Rangers. Dal 1997 invece la squadra gioca ad Hartford con il nome di Hartford Wolf Pack. Attiva ininterrottamente dal 1926 quella dei Reds è la franchigia di hockey su ghiaccio più antica fra tutte le minor nordamericane, l'unica inoltre che non abbia mai saltato una singola stagione della AHL. La AHL fece ritorno a Providence nel 1992 con la creazione dei Providence Bruins.

### Affiliazioni
Nel corso della loro storia i Providence Reds sono stati affiliati alle seguenti franchigie della National Hockey League e della World Hockey Association:
- Montreal Canadiens: (1928-1933)
- Boston Bruins: (1936-1938)
- Chicago Blackhawks: (1939-1941)
- Toronto Maple Leafs: (1942-1943)
- New York Rangers: (1955-1958)
- Boston Bruins: (1958-1964)

- St. Louis Blues: (1968-1969)
- California Golden Seals: (1969-1971)
- New York Rangers: (1971-1976)
- St. Louis Blues: (1975-1976)
- Colorado Rockies: (1976-1977)
- NE Whalers: (WHA 1976-1977)

## Record della franchigia

### Singola stagione
Gol: 55  Carl Liscombe (1948-49)
Assist: 71  Zellio Toppazzini (1955-56)
Punti: 118  Carl Liscombe (1947-48)
Minuti di penalità: 222  John Bednarski (1973-74)

### Carriera
Gol: 279  Zellio Toppazzini
Assist: 448  Zellio Toppazzini
Punti: 727  Zellio Toppazzini
Minuti di penalità: 705  Jim Bartlett
Partite giocate: 650  Zellio Toppazzini

## Palmarès

### Premi di squadra
- Calder Cup: 4

1937-1938, 1939-1940, 1948-1949, 1955-1956
- F. G. "Teddy" Oke Trophy: 5

1955-1956, 1956-1957, 1962-1963, 1970-1971, 1974-1975

### Premi individuali
- Dudley "Red" Garrett Memorial Award: 6

Bruce Cline: 1955-1956
Bill Sweeney: 1957-1958
Stan Baluik: 1959-1960
Rick Middleton: 1973-1974
Jerry Holland: 1974-1975
Greg Holst: 1975-1976
- Eddie Shore Award: 2

Larry Hillman: 1959-1960
Joe Zanussi: 1974-1975
- Harry "Hap" Holmes Memorial Award: 1

Johnny Bower: 1956-1957
- John B. Sollenberger Trophy: 4

Carl Liscombe: 1947-1948
Ray Powell: 1951-1952
Zellio Toppazzini: 1955-1956
Don Blackburn: 1971-1972
- Les Cunningham Award: 6

Carl Liscombe: 1947-1948, 1948-1949
Ray Powell: 1951-1952
Johnny Bower: 1955-1956, 1956-1957
Dave Creighton: 1967-1968
- Louis A. R. Pieri Memorial Award: 1

John Muckler: 1974-1975